# Vliegend Tapijt (Toverland)
Vliegend Tapijt is een attractie in het Nederlandse attractiepark Toverland. De attractie is een vrije val dat in 2001 geopend is. Vliegend Tapijt bevindt zich in het Land Van Toos.
In 2018 werd de naam van de attractie veranderd van Morrel Hopper naar Vliegend Tapijt. Zo werden meerdere attracties dat jaar van naam veranderd.
Tijdens een renovatie aan het Land van Toos in 2021 zou het Vliegend Tapijt een nieuw decor krijgen, waarbij de voormalige afbeelding van Morrel zou worden vervangen door een afbeelding van de toen vernieuwde mascottes Toos en Morrel op een vliegend tapijt. Vanwege leveringsproblemen is dit echter uitgesteld en is de attractie sinds 2022 te bezoeken zonder decor.
Lijst van attracties in Attractiepark Toverland · Afbeeldingen